# Bundaberg Airport
Bundaberg Airport är en flygplats i Australien. Den ligger i kommunen Bundaberg och delstaten Queensland, omkring 290 kilometer norr om delstatshuvudstaden Brisbane.
Närmaste större samhälle är Bundaberg, nära Bundaberg Airport. 
I omgivningarna runt Bundaberg Airport växer huvudsakligen savannskog. Runt Bundaberg Airport är det ganska tätbefolkat, med 65 invånare per kvadratkilometer. Genomsnittlig årsnederbörd är 1 080 millimeter. Den regnigaste månaden är januari, med i genomsnitt 217 mm nederbörd, och den torraste är september, med 26 mm nederbörd.